# Понето (Індіана)
Понето (англ. Poneto) — місто (англ. town) в США, в окрузі Веллс штату Індіана. Населення — 173 особи (2020).

## Географія
Понето розташоване за координатами 40°39′26″ пн. ш. 85°13′20″ зх. д. / 40.65722° пн. ш. 85.22222° зх. д. (40.657117, -85.222171).  За даними Бюро перепису населення США в 2010 році місто мало площу 0,30 км², з яких 0,30 км² — суходіл та 0,00 км² — водойми.

## Демографія
Згідно з переписом 2010 року, у місті мешкало 166 осіб у 69 домогосподарствах у складі 39 родин. Густота населення становила 554 особи/км².  Було 77 помешкань (257/км²).
Расовий склад населення:
| - 99,4 % — білих - 0,6 % — корінних американців |

До двох чи більше рас належало 0,0 %. Частка іспаномовних становила 1,8 % від усіх жителів.
За віковим діапазоном населення розподілялося таким чином: 20,5 % — особи молодші 18 років, 65,6 % — особи у віці 18—64 років, 13,9 % — особи у віці 65 років та старші. Медіана віку мешканця становила 41,6 року. На 100 осіб жіночої статі у місті припадало 93,0 чоловіків;  на 100 жінок у віці від 18 років та старших — 94,1 чоловіків також старших 18 років.
Середній дохід на одне домашнє господарство  становив 45 119 доларів США (медіана — 45 625), а середній дохід на одну сім'ю — 46 118 доларів (медіана — 47 500). За межею бідності перебувало 17,4 % осіб, у тому числі 45,5 % дітей у віці до 18 років та 0,0 % осіб у віці 65 років та старших.
Цивільне працевлаштоване населення становило 70 осіб. Основні галузі зайнятості: виробництво — 48,6 %, роздрібна торгівля — 15,7 %, мистецтво, розваги та відпочинок — 14,3 %.